# Nicole Starrett
Nicole „Nikki“ Ruth Starrett (* in New York City, New York) ist eine US-amerikanische Schauspielerin, Filmproduzentin und Drehbuchautorin.

## Leben
Starrett wurde in New York City geboren. Nach ihrem Abschluss an der Middletown High School besuchte sie ab 2004 die University of Vermont, die sie 2008 mit dem Bachelor of Since in Spanisch verließ. Von 2008 bis 2012 erhielt sie ihre Schauspielausbildung an der Square Theatre School und ist seit 2014 Mitglied der SAG-AFTRA. 2012 folgten erste Besetzungen als Episodendarstellerin in 30 Rock, Unfaithful: Stories of Betrayal sowie 2013 in Fatales Vertrauen – Dem Mörder so nah. 2015 wirkte sie in sechs Episoden der Fernsehserie Help Yourself! mit, die sie ebenfalls produzierte und für die sie das Drehbuch verfasste. 2017 übernahm sie im Spielfilm The Mad Whale die größere Rolle der Phoebe Stokes. Der Film wurde unter anderen auf dem Heartland Filmfestival und dem Newport Beach Film Festival gezeigt. Seit 2018 arbeitet sie als Produzentin bei Jubilee Productions, die sie mitbegründete. 2019 erschien ihr Kurzfilm The Divisible. 2022 übernahm sie unter anderen die Rolle der Grace im Film  Jurassic Domination.

## Filmografie (Auswahl)

### Schauspiel
- 2012: 30 Rock (Fernsehserie, Episode 6x04)
- 2012: Unfaithful: Stories of Betrayal (Fernsehserie, Episode 2x04)
- 2013: Fatales Vertrauen – Dem Mörder so nah (Unusual Suspects, Fernsehdokuserie, Episode 5x03)
- 2014: Hotel Secrets & Legends (Fernsehserie)
- 2014: Tattoo Nightmares (Fernsehserie, Episode 3x02)
- 2014: Hurricane 360 (Fernsehdokuserie, Episode 1x07)
- 2014: Tsuru (Kurzfilm)
- 2014: Doorman (Fernsehserie, Episode 1x03)
- 2015: Help Yourself! (Fernsehserie, 6 Episoden)
- 2017: Broken Pines (Kurzfilm)
- 2017: The Mad Whale
- 2017: Open Season (Kurzfilm)
- 2017: Valerie (Kurzfilm)
- 2018: The Dick Pickford Detective Agency (Kurzfilm)
- 2019: It Crawled In Through The Window (Kurzfilm)
- 2019: Spoiled Milk (Kurzfilm, Sprechrolle)
- 2019: Senior Love Triangle
- 2019: The Divisible (Kurzfilm)
- 2019: City Kitties: Gummies (Miniserie)
- 2020: As Is (Kurzfilm)
- 2020: Turkey Bacon (Kurzfilm)
- 2020: Tristan and Isaac (Kurzfilm)
- 2022: Discover Indie Film (Miniserie, Episode 5x02)
- 2022: Jurassic Domination
- seit 2022: Human Zoo (Fernsehserie)
- 2022: Mantis Club (Kurzfilm)
- 2023: Little Brother (Filmdrama)

### Produktion
- 2015: Help Yourself! (Fernsehserie, 6 Episoden; auch Drehbuch)
- 2018: The Dick Pickford Detective Agency (Kurzfilm)
- 2019: The Divisible (Kurzfilm; auch Drehbuch)
- 2020: Poker Queens (Dokumentation)
- 2023: Little Brother (Filmdrama; assoziierter Produzent)